# Étain (Meuse)
Pour les articles homonymes, voir Étain (homonymie).
Étain est une commune française située dans le département de la Meuse, en région Grand Est.
Ses habitants sont appelés les Stainois.

## Géographie

### Localisation
Étain est située à 20 kilomètres de Verdun et de Jarny. La commune est également située à 10 kilomètres de l'autoroute au péage de Ville-en-Woëvre (Paris - Metz - Strasbourg) et à une heure des grandes villes de Metz et Nancy.
| Foameix-Ornel        | Foameix-Ornel | Rouvres-en-Woëvre |
| Foameix-Ornel        | Étain         | Warcq             |
| Herméville-en-Woëvre | Warcq         | Warcq             |

### Géologie et relief
Les Côtes de Meuse et la plaine de la Woëvre se situent au cœur du parc naturel régional de Lorraine.
Hydrogéologie et climatologie : Système d’information pour la gestion des eaux souterraines du bassin Rhin-Meuse :
Territoire communal : Occupation du sol (Corinne Land Cover) ; Cours d'eau (BD Carthage),
Géologie : Carte géologique ; Coupes géologiques et techniques,
 Hydrogéologie : Masses d'eau souterraine ; BD Lisa ; Cartes piézométriques.
Bois de Tilly, Herméville, Saulx.

### Sismicité
- Risque sismique dans la Meuse.

La commune est située dans une zone de sismicité 1 très faible.

### Hydrographie

#### Réseau hydrographique
La commune est dans le bassin versant du Rhin au sein du bassin Rhin-Meuse. Elle est drainée par l'Orne, le ruisseau de Tavannes, le ruisseau de Perroi, le ruisseau du Gros Pré et le ruisseau de Rosa,,.
L'Orne, d'une longueur de 86 km, prend sa source dans la commune de Ornes et se jette  dans la Moselle à Richemont, après avoir traversé 25 communes. Les caractéristiques hydrologiques de l'Orne sont données par la station hydrologique située sur la commune. Le débit moyen mensuel est de 1,17 m3/s. Le débit moyen journalier maximum est de 30,9 m3/s, atteint lors de la crue du 31 mai 2016. Le débit instantané maximal est quant à lui de 36,7 m3/s, atteint le 15 juillet 2021.
Le ruisseau de Tavannes, d'une longueur de 13 km, prend sa source dans la commune de Eix et se jette  dans l'Orne sur la commune, après avoir traversé sept communes. 

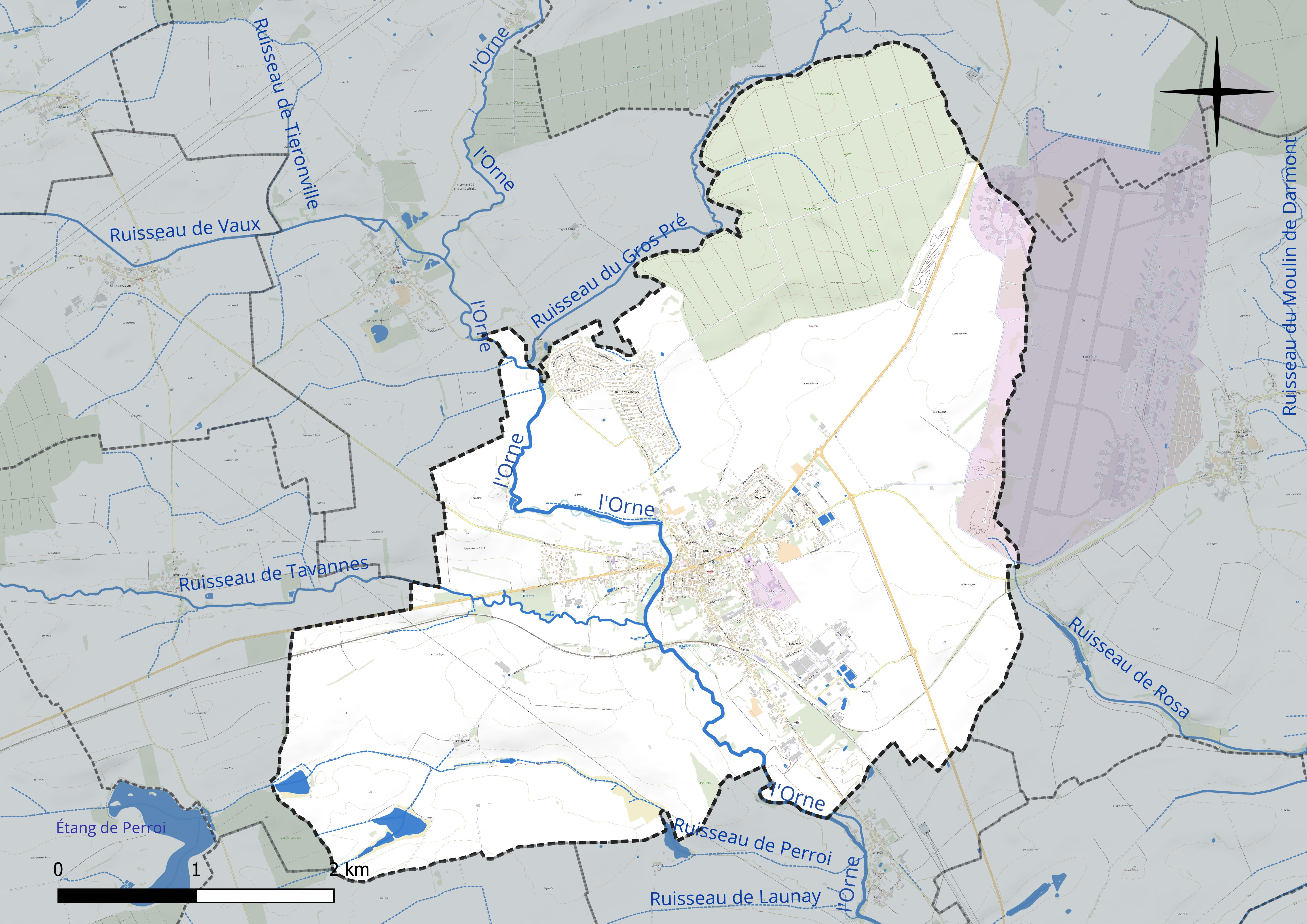
Réseau hydrographique d'Étain.

#### Gestion et qualité des eaux
Le territoire communal est couvert par le schéma d'aménagement et de gestion des eaux (SAGE) « Bassin ferrifère ». Ce document de planification concerne le périmètre des anciennes galeries des mines de fer, des aquifères et des bassins versants hydrographiques associés qui s’étend sur 2 418 km2. Les bassins versants concernés sont celui de la Chiers en amont de la confluence avec l'Othain, et ses affluents (la Crusnes, la Pienne, l'Othain), celui de l'Orne et ses affluents et celui de la Fensch, le Veymerange, la Kiesel et les parties françaises du bassin versant de l'Alzette et de ses affluents (Kaylbach, ruisseau de Volmerange). Il a été approuvé le 27 mars 2015. La structure porteuse de l'élaboration et de la mise en œuvre est la région Grand Est. 
La qualité des cours d’eau peut être consultée sur un site dédié géré par les agences de l’eau et l’Agence française pour la biodiversité. 

### Climat
Pour des articles plus généraux, voir Climat du Grand Est et Climat de la Meuse.
En 2010, le climat de la commune est de type climat des marges montargnardes, selon une étude du Centre national de la recherche scientifique s'appuyant sur une série de données couvrant la période 1971-2000. En 2020, Météo-France publie une typologie des climats de la France métropolitaine dans laquelle la commune est dans une zone de transition entre le climat océanique altéré et le climat océanique altéré et est dans la région climatique  Lorraine, plateau de Langres, Morvan, caractérisée par un hiver rude (1,5 °C), des vents modérés et des brouillards fréquents en automne et hiver. 
Pour la période 1971-2000, la température annuelle moyenne est de 9,6 °C, avec une amplitude thermique annuelle de 16,3 °C. Le cumul annuel moyen de précipitations est de 903 mm, avec 13,4 jours de précipitations en janvier et 9,4 jours en juillet. Pour la période 1991-2020, la température moyenne annuelle observée sur la station météorologique de Météo-France la plus proche, « Rouvres-en-woevre », sur la commune de Rouvres-en-Woëvre à 4 km à vol d'oiseau, est de 10,8 °C et le cumul annuel moyen de précipitations est de 668,3 mm. 
La température maximale relevée sur cette station est de 40,2 °C, atteinte le 24 juillet 2019 ; la température minimale est de −15,4 °C, atteinte le 7 février 2012,,. 
| Mois                                  | jan.           | fév.           | mars           | avril         | mai           | juin          | jui.          | août          | sep.          | oct.          | nov.          | déc.           | année      |
| ------------------------------------- | -------------- | -------------- | -------------- | ------------- | ------------- | ------------- | ------------- | ------------- | ------------- | ------------- | ------------- | -------------- | ---------- |
| Température minimale moyenne (°C)     | 0,3            | −0,2           | 1,5            | 3,9           | 7,3           | 11,1          | 13            | 13            | 9,5           | 7,2           | 3,7           | 1,8            | 6          |
| Température moyenne (°C)              | 2,9            | 3,2            | 6,5            | 10            | 13,3          | 17,1          | 19,4          | 19,1          | 15,4          | 11,3          | 6,6           | 4,4            | 10,8       |
| Température maximale moyenne (°C)     | 5,6            | 6,5            | 11,4           | 16,1          | 19,3          | 23,1          | 25,8          | 25,3          | 21,2          | 15,3          | 9,4           | 6,9            | 15,5       |
| Record de froid (°C) date du record   | −14,5 16.01.21 | −15,4 07.02.12 | −12,1 15.03.13 | −5,9 04.04.22 | −2,6 03.05.21 | 3 05.06.12    | 3,7 31.07.15  | 3,1 26.08.18  | −1,4 20.09.12 | −5,7 29.10.12 | −7,8 30.11.16 | −12,4 17.12.22 | −15,4 2012 |
| Record de chaleur (°C) date du record | 13,6 15.01.20  | 20,3 27.02.19  | 24,9 31.03.21  | 27,9 21.04.18 | 32,4 28.05.17 | 35,7 22.06.17 | 40,2 24.07.19 | 37,2 19.08.12 | 34 15.09.20   | 26,9 13.10.23 | 21,6 02.11.20 | 17,6 31.12.22  | 40,2 2019  |
| Précipitations (mm)                   | 66,6           | 46,2           | 41,1           | 33,2          | 69,8          | 71,7          | 45,2          | 55            | 45,6          | 68,9          | 50,1          | 74,9           | 668,3      |

| Diagramme climatique                                  |             |             |             |             |              |            |          |             |             |            |            |
| J                                                     | F           | M           | A           | M           | J            | J          | A        | S           | O           | N          | D          |
| 5,60,366,6                                            | 6,5−0,246,2 | 11,41,541,1 | 16,13,933,2 | 19,37,369,8 | 23,111,171,7 | 25,81345,2 | 25,31355 | 21,29,545,6 | 15,37,268,9 | 9,43,750,1 | 6,91,874,9 |
| Moyennes : • Temp. maxi et mini °C • Précipitation mm |             |             |             |             |              |            |          |             |             |            |            |

Les paramètres climatiques de la commune ont été estimés pour le milieu du siècle (2041-2070) selon différents scénarios d'émission de gaz à effet de serre à partir des nouvelles projections climatiques de référence DRIAS-2020. Ils sont consultables sur un site dédié publié par Météo-France en novembre 2022.

## Urbanisme

### Typologie
Au 1er janvier 2024, Étain est catégorisée bourg rural, selon la nouvelle grille communale de densité à sept niveaux définie par l'Insee en 2022.
Elle appartient à l'unité urbaine d'Étain, une agglomération intra-départementale regroupant deux  communes, dont elle est ville-centre,,. Par ailleurs la commune fait partie de l'aire d'attraction d'Étain, dont elle est la commune-centre,. Cette aire, qui regroupe 5 communes, est catégorisée dans les aires de moins de 50 000 habitants,.

### Occupation des sols
L'occupation des sols de la commune, telle qu'elle ressort de la base de données européenne d’occupation biophysique des sols Corine Land Cover (CLC), est marquée par l'importance des territoires agricoles (68 % en 2018), en diminution par rapport à 1990 (70,6 %). La répartition détaillée en 2018 est la suivante : 
terres arables (48,8 %), prairies (19,3 %), forêts (15,7 %), zones urbanisées (13,5 %), zones industrielles ou commerciales et réseaux de communication (2,7 %). L'évolution de l’occupation des sols de la commune et de ses infrastructures peut être observée sur les différentes représentations cartographiques du territoire : la carte de Cassini (XVIIIe siècle), la carte d'état-major (1820-1866) et les cartes ou photos aériennes de l'IGN pour la période actuelle (1950 à aujourd'hui).

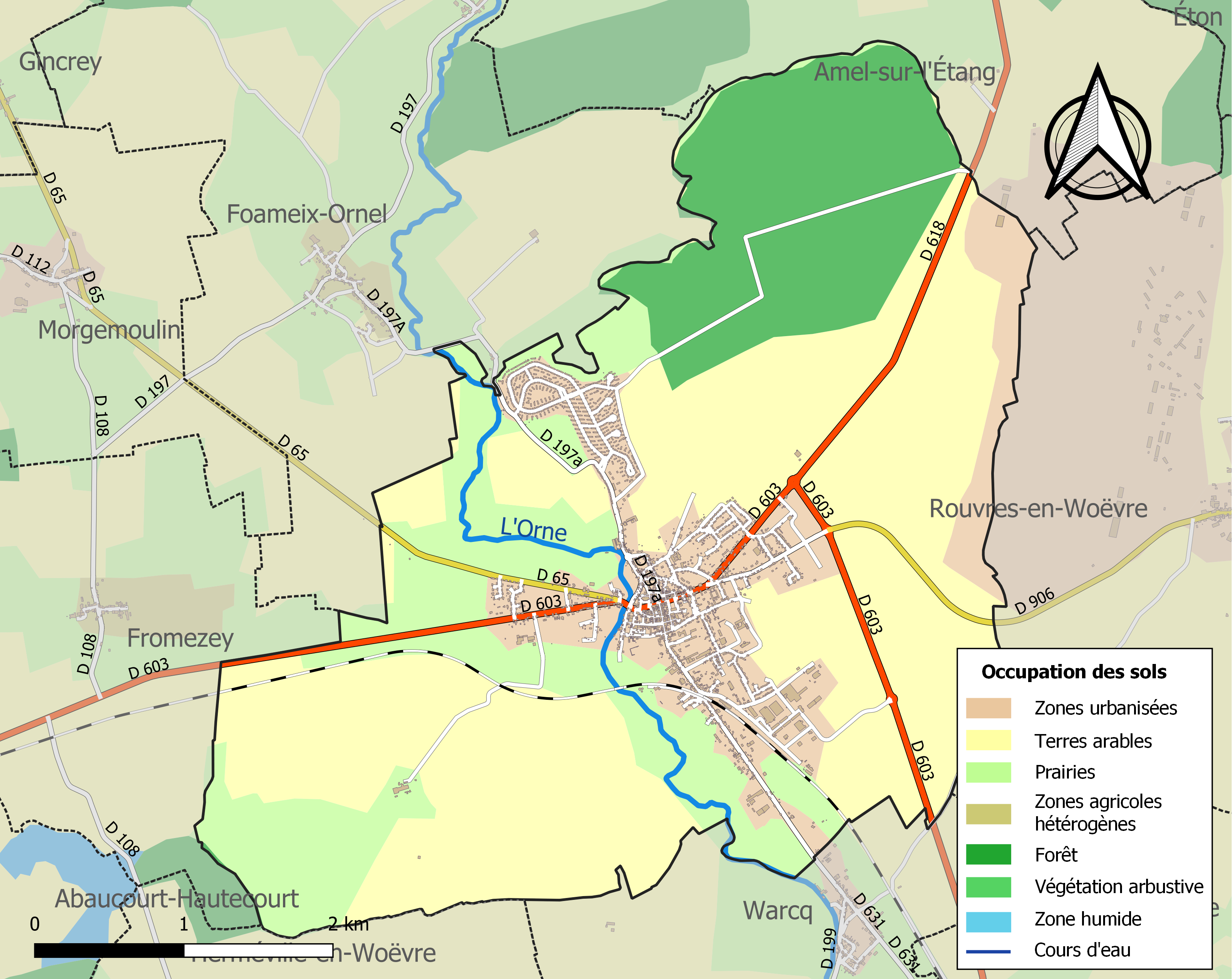
Carte des infrastructures et de l'occupation des sols de la commune en 2018 (CLC).

La commune dispose d'un Plan local d'urbanisme,.

### Voies de communication et transports
- À 10 kilomètres de l’échangeur no 32 de l'A4 à Ville-en-Woëvre.
- À 33 kilomètres de l'échangeur no 7 de l'A30 à Aumetz.

#### Transports en commun
- Fluo Grand Est.

#### Lignes SNCF
- Gare SNCF d'Étain,
- Gare de Baroncourt,
- Gare de Conflans - Jarny,
- Gare de Verdun,
- Gare de Valleroy - Moineville.

#### Transports aériens
Les aéroports les plus proches sont :
- Base aérienne d'Étain-Rouvres.
- Aéroport de Metz-Nancy-Lorraine.

#### Ports et zones portuaires
- Nouveau port de Metz

## Toponymie
La première mention connue d'Étain était Villa de Stain en 707, centre d'un ban (bannus) dont les limites étaient : Longeau, Haraigne, Herméville et Warcq.

Les autres mentions furent : Stagnum (IXe siècle) ; Stain (1152) ; Stein (1221 et 1222) ; Estain (1224) ; Estaule (1224) ; Estain (1228) ; Stain (1324) ; Stannum (1642) ; Estaing (1749) ; Etain (1793),.
A rapproché du nom d'un étang, d'un plan d'eau présent ou parfois disparu. Il en reste en effet un grand nombre dans les environs, sans compter ceux qui ont été desséchés. Les étangs de Bloucq et d'Amel, qui se communiquaient, inondaient alors périodiquement la plaine d'Étain, l'étang de Haraigne à Étain, subsiste.  L'étang d'Amel, à moins de 10km d'Étain, est l'un des derniers étangs du département de la Meuse à avoir conservé son caractère sauvage.

## Histoire
Une importante foire de drapiers s'y tient en 1409.
Avant 1790, il y avait un hôpital et un couvent de Capucins et la ville avait quatre portes et était entourée de murs.
Ancien chef-lieu de prévôté et de bailliage ; Étain fut ensuite chef-lieu de district de 1790 à 1795.
La maîtrise particulière d'Estain avait dans son ressort les grueries d'Arrancy, Étain, Longuyon, Villers-la-Montagne.

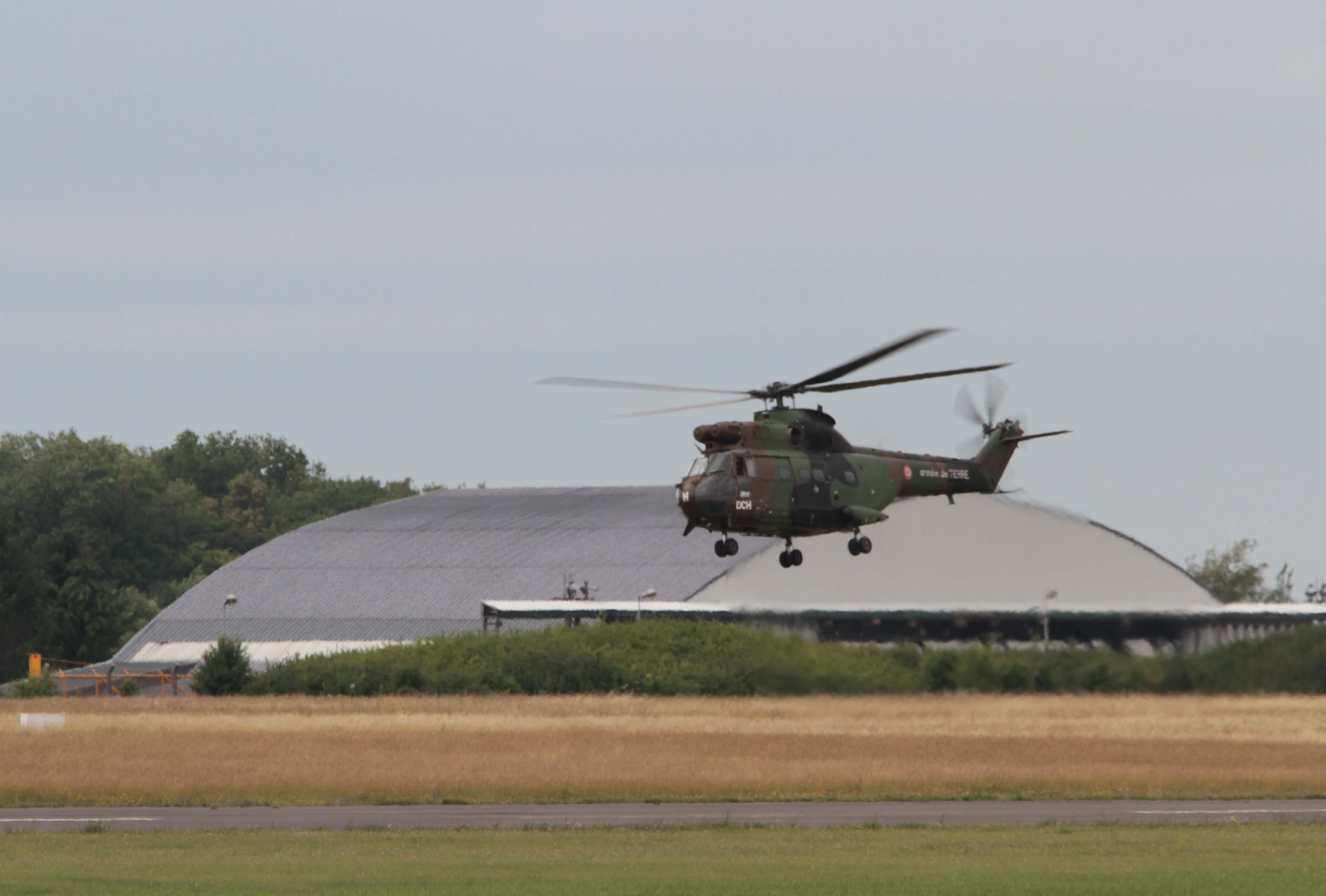
SA330 Puma devant l'un des hangars du 3e régiment d'hélicoptères de combat à Etain-Rouvres.

Photographie panoramique intitulée « Etain, au nord-est de Verdun, détruite par les Allemands ». 
La Bibliothèque du Congrès, Washington, D. C. Don de Breckinridge Long.
La bataille d'Étain-Buzy est l'affrontement ayant eu lieu du 24 au 25 août 1914, aux frontières sur le front occidental, dans le département de la Meuse.
Ville décorée de la croix de guerre 1914-1918 et de la croix de guerre 1939-1945.
De 1953 à 1957, l'United States Air Force (USAF) occupait la base aérienne d'Étain-Rouvres aujourd'hui occupée par le 3e régiment d'hélicoptères de combat de l'ALAT.

## Politique et administration

### Intercommunalité
Commune membre de la Communauté de communes du pays d'Étain.

### Liste des maires
| Période          | Période        | Identité                                      | Étiquette                                     | Qualité |
| ---------------- | -------------- | --------------------------------------------- | --------------------------------------------- | --- |
| 1944             | 1944           | Raoul Rose                                    |                                               | |
| 1944             | 1945           | Louis Girard                                  |                                               | |
| 1945             | 1953           | Émile Humbert                                 | DVG                                           | Conseiller général du canton d'Étain (1945-1956) |
| 1953             | 1965           | Roger Audoui                                  | Rad.                                          | Conseiller général du canton d'Étain (1957-1964) |
| 1965             | 1983           | René Schvartz                                 | SE puis UDF                                   | Conseiller général du canton d'Étain (1970-1982) |
| 1983             | 1989           | Clément Mahler                                |                                               | |
| 1989             | 1990           | Jean-François Bristhuile                      |                                               | |
| 1990             | 1990           | délégation spéciale nommée par le sous-préfet | délégation spéciale nommée par le sous-préfet | délégation spéciale nommée par le sous-préfet |
| 1990             | juin 1995      | Jean-François Bristhuile                      |                                               | |
| juin 1995        | septembre 2016 | Jean Picart                                   | PCF                                           | Instituteur puis professeur de collège, retraité Conseiller général puis départemental d'Étain (2001-2021) Président de la CC du Pays d'Étain (2008-2014) Démissionnaire |
| 6 septembre 2016 | En cours       | Rémy Andrin, Réélu pour le mandat 2020-2026   | ECO-DVG                                       | Directeur d'école |

### Budget et fiscalité 2021

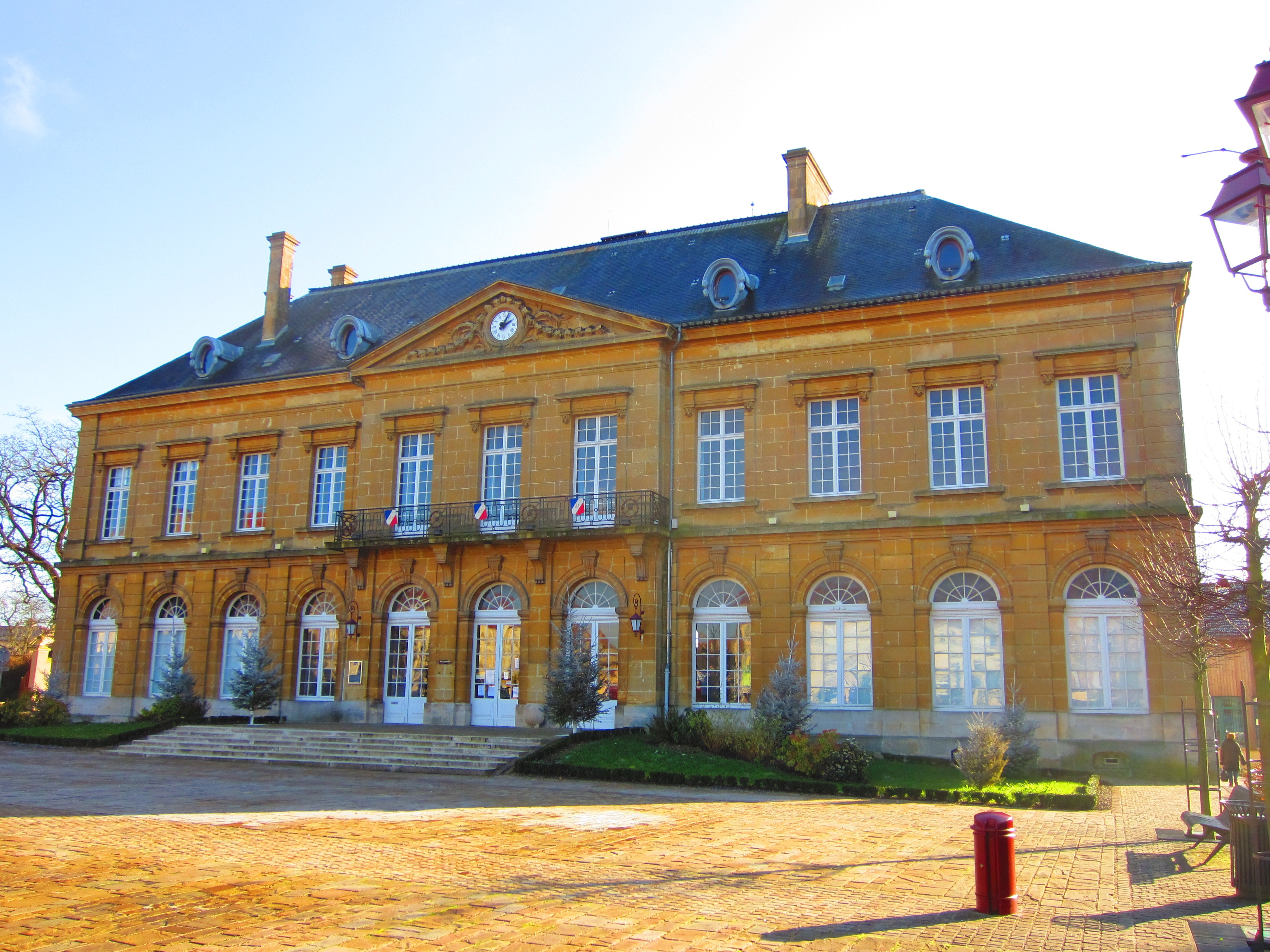
L'hôtel de ville.

En 2021, le budget de la commune était constitué ainsi :
- total des produits de fonctionnement : 2 589 000 €, soit 716 € par habitant ;
- total des charges de fonctionnement : 1 821 000 €, soit 504 € par habitant ;
- total des ressources d'investissement : 523 000 €, soit 144 € par habitant ;
- total des emplois d'investissement : 951 000 €, soit 263 € par habitant ;
- endettement : 2 613 000 €, soit 724 € par habitant.

Avec les taux de fiscalité suivants :
- taxe d'habitation : 8,29 % ;
- taxe foncière sur les propriétés bâties : 36,72 % ;
- taxe foncière sur les propriétés non bâties : 17,50 % ;
- taxe additionnelle à la taxe foncière sur les propriétés non bâties : 43,61 % ;
- cotisation foncière des entreprises : 8,31 %.

Chiffres clés Revenus et pauvreté des ménages en 2020 : médiane en 2020 du revenu disponible, par unité de consommation : 19 750 €.

### Situation administrative
- Chef-lieu de canton

### Jumelages
- Düppenweiler (Allemagne) ;
- Le Vauclin (France).

## Population et société

### Démographie

#### Pyramide des âges
L'évolution du nombre d'habitants est connue à travers les recensements de la population effectués dans la commune depuis 1793. Pour les communes de moins de 10 000 habitants, une enquête de recensement portant sur toute la population est réalisée tous les cinq ans, les populations de référence des années intermédiaires étant quant à elles estimées par interpolation ou extrapolation. Pour la commune, le premier recensement exhaustif entrant dans le cadre du nouveau dispositif a été réalisé en 2004.

En 2022, la commune comptait 3 449 habitants, en évolution de −3,98 % par rapport à 2016 (Meuse : −4,4 %, France hors Mayotte : +2,11 %).
| 1793  | 1800  | 1806  | 1821  | 1831  | 1836  | 1841  | 1846  | 1851  |
| ----- | ----- | ----- | ----- | ----- | ----- | ----- | ----- | ----- |
| 2 253 | 2 367 | 2 685 | 2 813 | 3 034 | 2 934 | 2 961 | 3 006 | 2 875 |

| 1856  | 1861  | 1866  | 1872  | 1876  | 1881  | 1886  | 1891  | 1896  |
| ----- | ----- | ----- | ----- | ----- | ----- | ----- | ----- | ----- |
| 2 583 | 2 600 | 2 653 | 2 646 | 2 868 | 2 824 | 2 702 | 2 858 | 2 809 |

| 1901  | 1906  | 1911  | 1921  | 1926  | 1931  | 1936  | 1946  | 1954  |
| ----- | ----- | ----- | ----- | ----- | ----- | ----- | ----- | ----- |
| 2 877 | 3 082 | 2 927 | 1 455 | 2 897 | 2 521 | 2 381 | 2 163 | 2 575 |

| 1962  | 1968  | 1975  | 1982  | 1990  | 1999  | 2004  | 2006  | 2009  |
| ----- | ----- | ----- | ----- | ----- | ----- | ----- | ----- | ----- |
| 3 764 | 2 810 | 3 773 | 3 807 | 3 577 | 3 709 | 3 706 | 3 732 | 3 780 |

| 2014  | 2019  | 2022  | - | - | - | - | - | - |
| ----- | ----- | ----- | - | - | - | - | - | - |
| 3 621 | 3 507 | 3 449 | - | - | - | - | - | - |

### Enseignement
Établissements d'enseignements :
- École maternelle et primaire,
- Collège,
- Lycées à Landres, Jarny, Verdun.

### Santé
Professionnels et établissements de santé :
- Médecins,
- Pharmacies,
- Hôpitaux à Briey, Longuyon, Jœuf, Moyeuvre-Grande, Gorze, Hayange.

### Cultes
- Culte catholique, Paroisse Saint-Michel-du-Vald'Orne[46], Diocèse de Verdun.

## Économie

### Entreprises et commerces

#### Agriculture
- Culture et élevage associés[47].

#### Tourisme
- Restauration de type rapide.
- Hôtel restaurant La Sirène.
- Gîtes ruraux et chambres d'hôtes.

#### Commerces et services
- L'agrandissement de l'Écomarché situé route de Longwy, renommé Intermarché.
- De nombreuses entreprises de tout genre occupent la ville (boulangerie, presse, bar-tabac, banque, artisanat,...).

## Culture locale et patrimoine

### Lieux et monuments

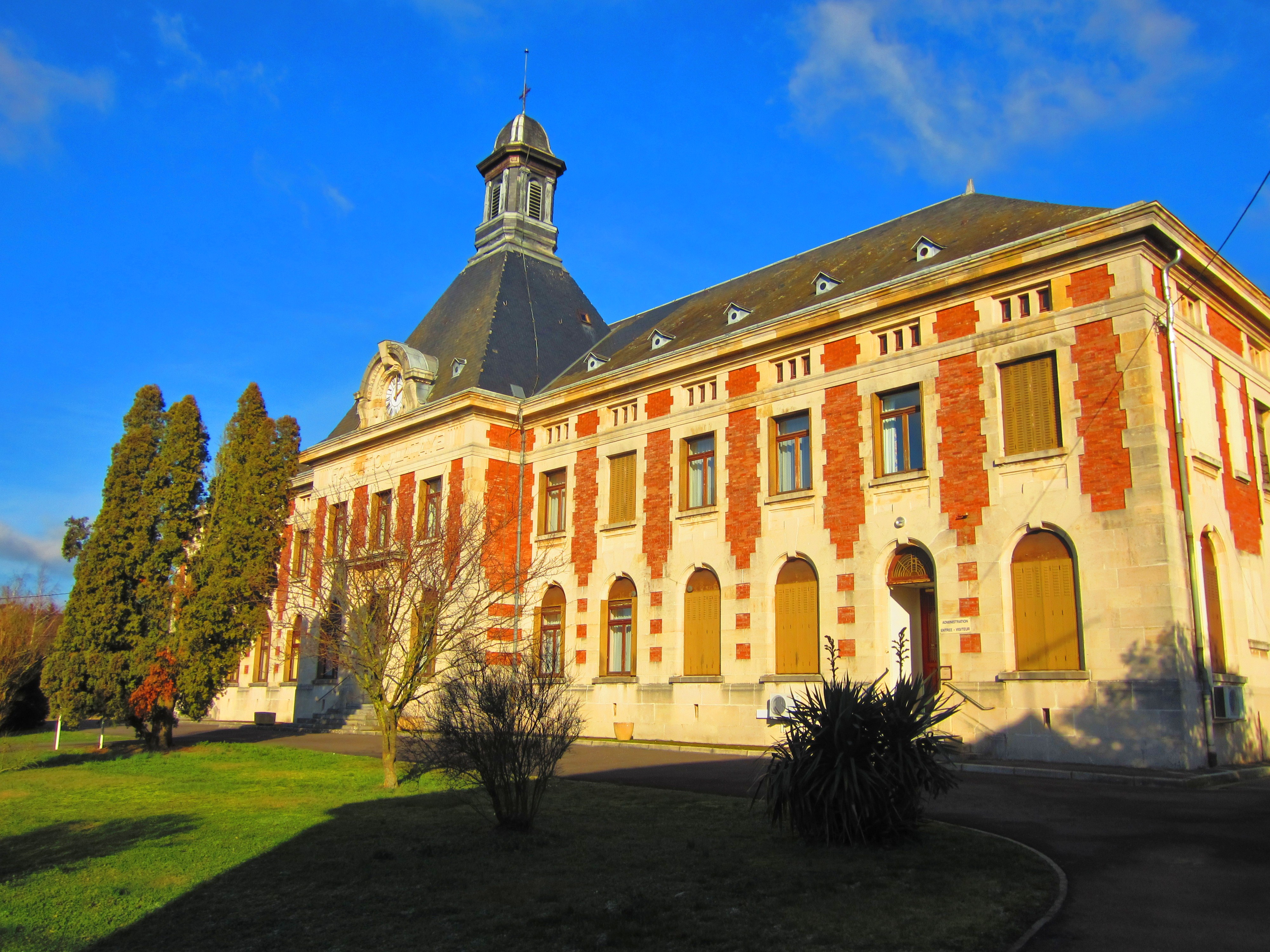
La maison de retraite Lataye.
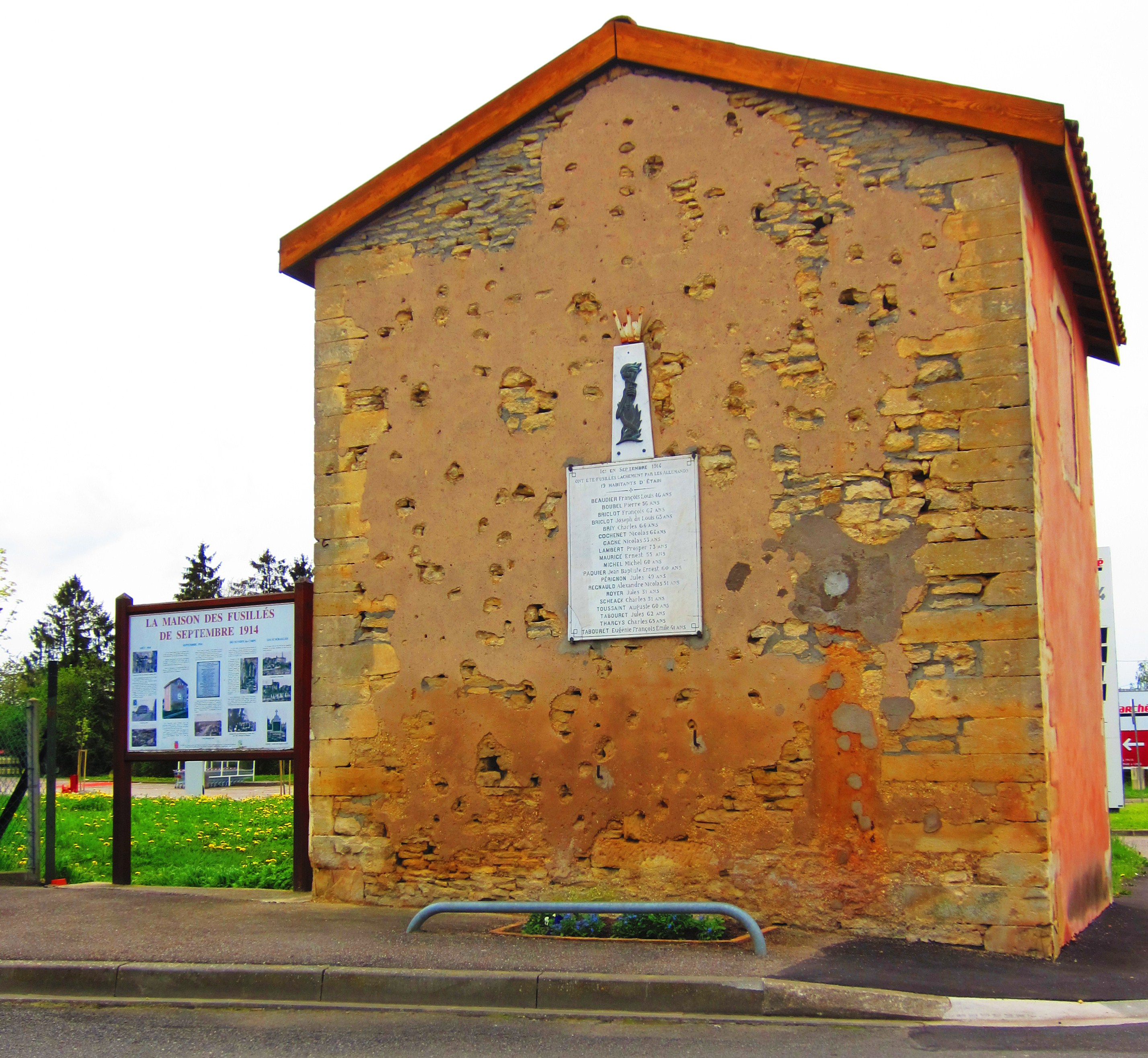
La Maison des Fusillés de septembre 1914.
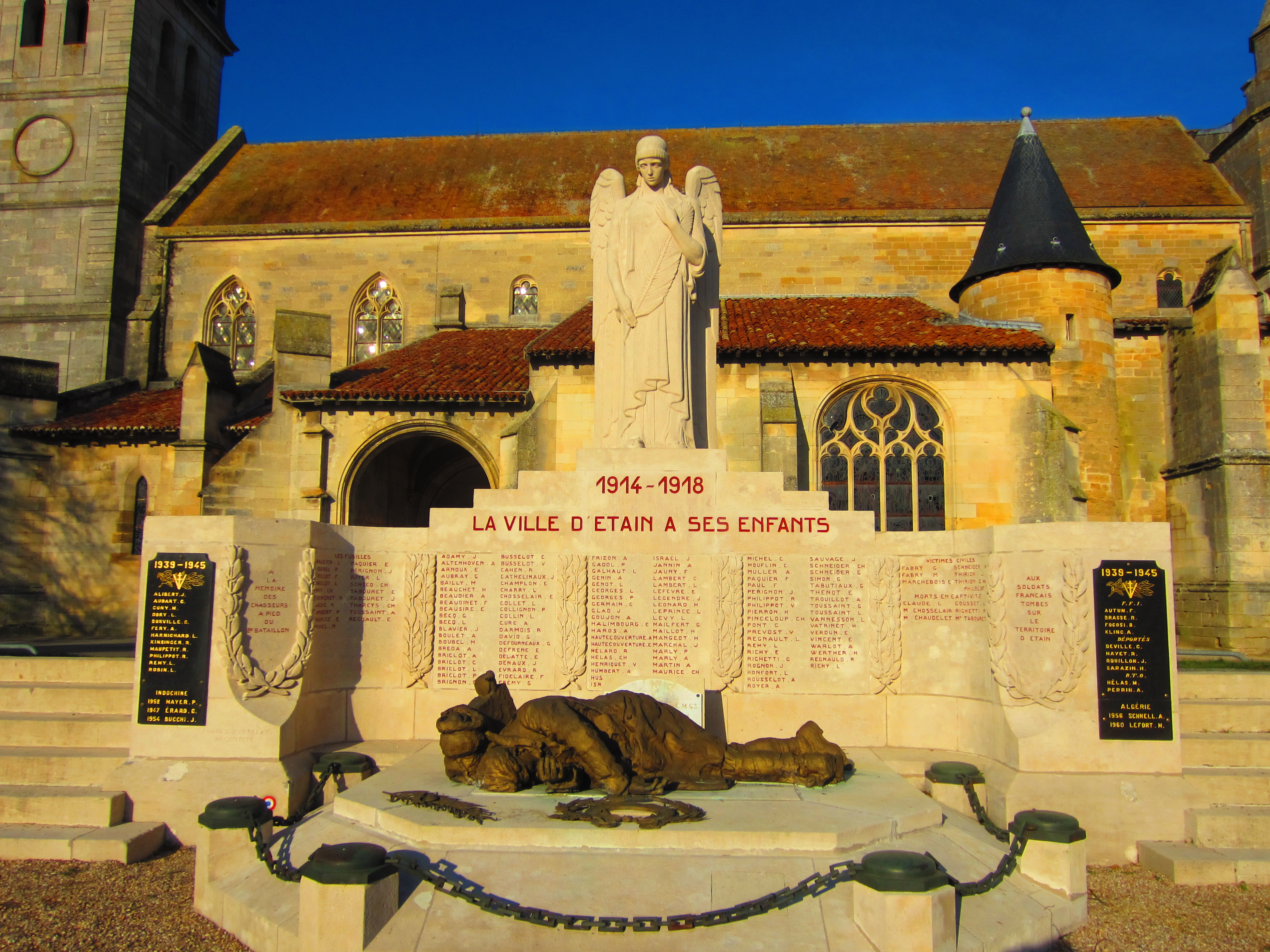
Monument aux morts.
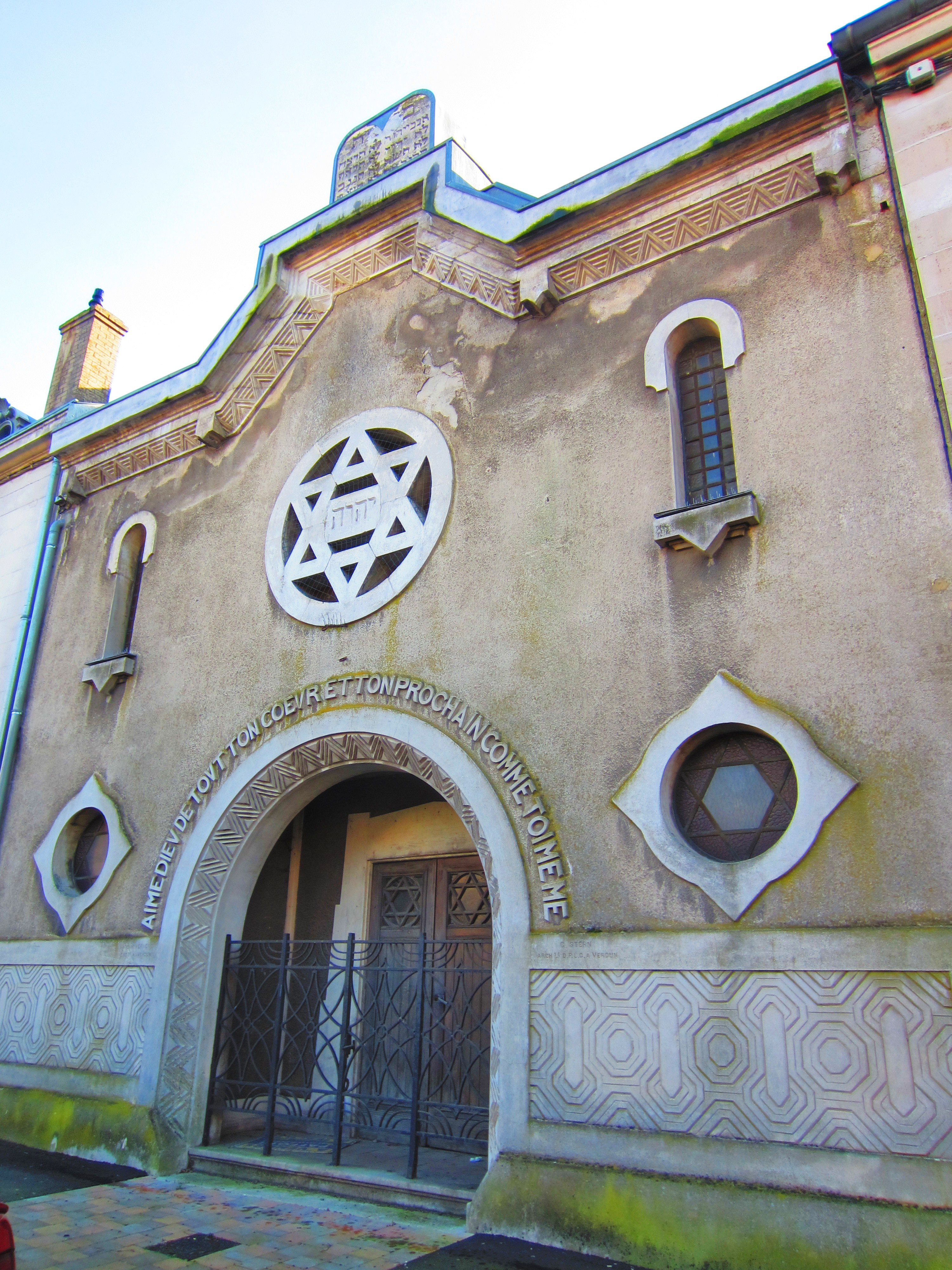
La synagogue.

#### Édifices civils
- Fortification : enceinte urbaine construite au Moyen Âge, renforcée en 1629, détruite en 1635 sur ordre de Richelieu[48]. Comportait 13 ou 14 tours dont le moulin à vent, la tour Mohaine, la tour Jean Thierry, la tour des Prêtres et le colombier, détruit en 1777, ainsi que 4 portes, porte à la Vaux, porte en haut, porte en bas, porte à Warcq détruites à la fin du règne de Louis XVI. En 1923, il subsistait un pan de mur soutenant le jardin du presbytère. Occupait l'espace délimité par la rue de Remoiville ou rue des jardiniers, la rue du Docteur-Munier, la place des Grèves, les rues du Ravelin et du petit Ornel et la rivière.
- Château Paul[49] situé rue Justin-Paul, château construit 2e moitié XIXe siècle pour Justin Paul[50], négociant en vins et futur banquier, détruit pendant la guerre 1914-1918 à l'exception des deux pavillons encadrant la cour devenus la gendarmerie (à gauche), la perception et le bureau d'enregistrement (à droite), modifiés après 1918.
- Château de la Fontaine[51] au Rupt situé au 75 avenue du 8e B.C.P, élevé vers 1890 pour M. Hutin, directeur de l'usine la Baleine puis Petitcolin qui fabriquait des baleines de corsets et des peignes en fanons de baleine. Endommagé pendant la guerre 1914-1918, restauré après la guerre.
- Hôtel de Ville situé place Jean-Baptiste Rouillon, reconstruit de 1780 à 1787 sous l'administration de François Verdun, maire d'Étain (1760, 1789), remplaçant l'ancienne maison commune placée à l'alignement de la rue Nationale. En partie détruit par la Première Guerre mondiale, reconstruit de 1922 à 1926, l'ordonnance originelle de la façade principale a été respectée. L'édifice est inscrit au titre des monuments historiques depuis 2002[52].
- L'usine Petitcollin dernière et plus ancienne fabrique de baigneurs et de poupées encore en activité, qui a été créée en 1860[53],[54].

Visites guidées permettant de découvrir le moulage des pièces, le montage, l'implantation des cheveux et d'admirer les anciens modèles en celluloïd.
- La Maison des Fusillés de septembre 1914[55].
- Monument aux morts[56] : Conflits commémorés : Guerres 1914-1918 - 1939-1945 - Indochine (1946-1954) - AFN-Algérie (1954-1962).

#### Édifices religieux

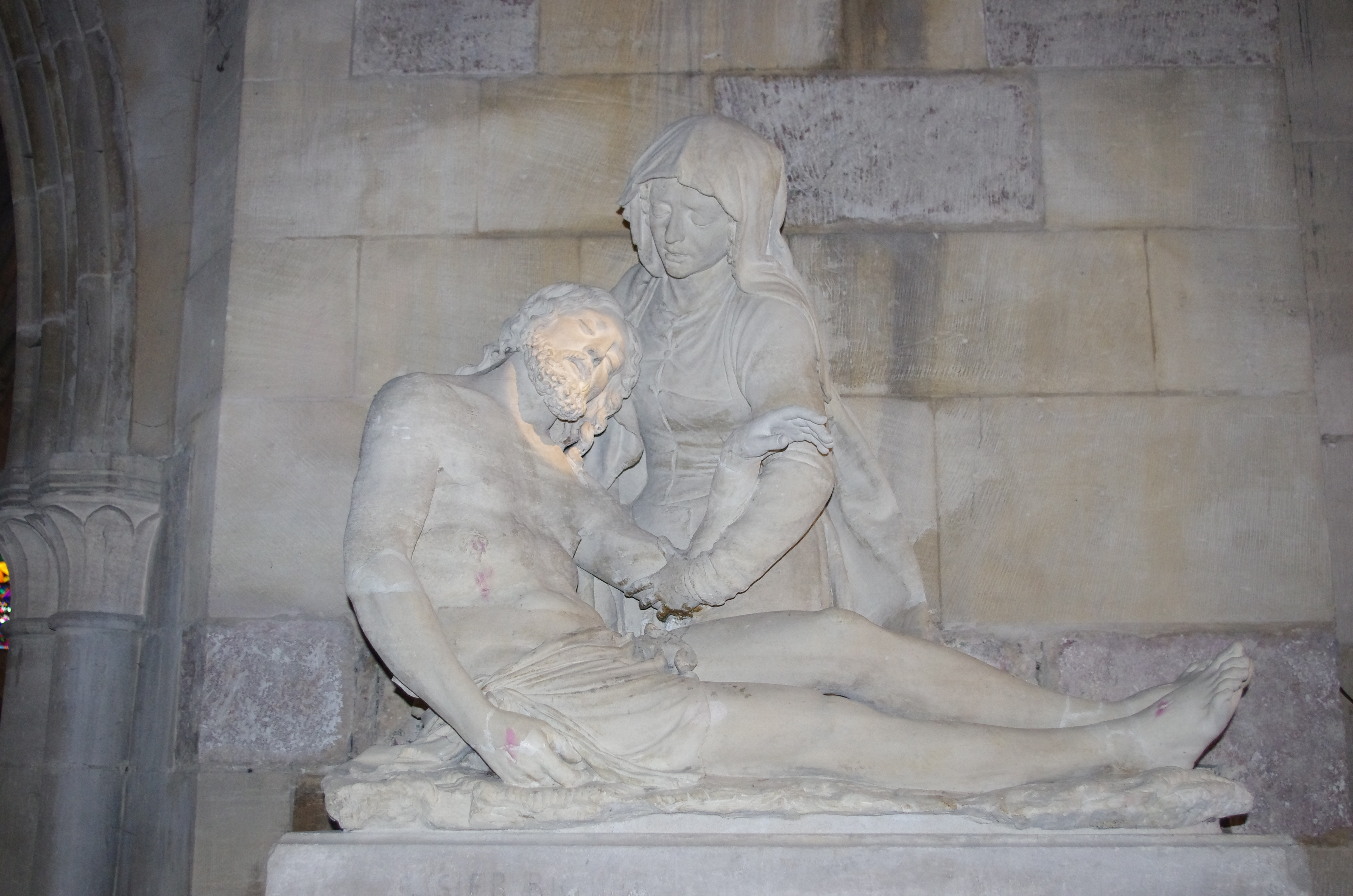
Pieta de l'église Saint-Martin de Ligier Richier à Étain.

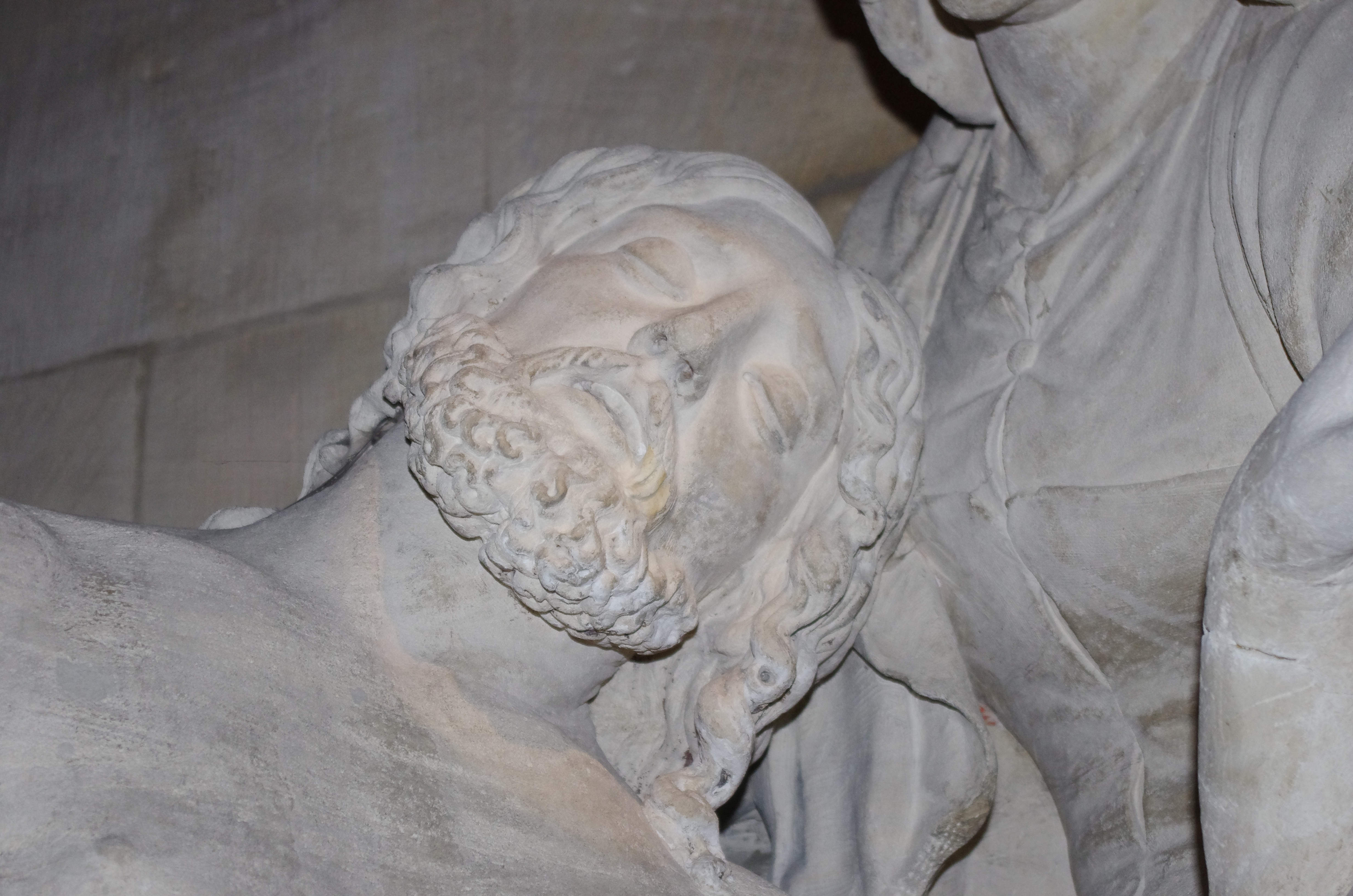
Pieta de Ligier Richier à Étain.

- Église paroissiale Saint-Martin, construite au XIIe siècle, dont il subsiste la tourelle d'escalier sud et les murs contigus ainsi que des vestiges dans la travée droite de chœur. Les 5 premières travées de la nef et des bas-côtés sont construites au XIIIe siècle, après que l'archevêque de Trêves ait eu échangé en 1221, avec la collégiale de la Madeleine à Verdun[57], la ville d'Étain contre la ville de Mackeren aujourd'hui Kœnigsmacker en Moselle. 6e et 7e travées ajoutées au XIVe siècle. Chœur reconstruit à partir de 1437 aux frais de Guillaume Huin, futur cardinal du titre de Sainte-Sabine, originaire d'Étain (décédé en 1456). Six chapelles ajoutées aux bas-côtés nord et sud aux XIVe, XVe et XVIe siècles : à la 5e travée nord, chapelle fondée en 1385 pour Gilles Paixel ; la 2e travée nord, chapelle des fonts du XVe siècle ; aux 4e et 5e travées sud, chapelle du XVe siècle ; à la 7e travée sud, chapelle du Sacré-cœur limite XVe siècle, XVIe siècle ; à la 4e travée nord, chapelle Saint-Joseph fondée en 1519 pour Jean d'Issoncourt ; à la 6e travée nord, chapelle Saint-Nicolas du XVIe siècle. Tour clocher reconstruite entre 1761 et 1771 (date portée avant la guerre 1914-1918). Édifice gravement endommagé en août 1914, restauré entre 1920 et 1953, il est classé au titre des monuments historiques depuis 1846[58].

Grand orgue de tribune, construit en 1936 par la Manufacture Roethinger.
Dalle funéraire de Simon Brunnessaulx.
Plaque funéraire d'Havys, femme de Buevelat.
- La pietà de l'église Saint-Martin sculpture attribuée à Ligier Richier, classée monument historique en 1905. La pietà (signifiant pitié en italien) est un épisode de la vie du Christ qui se déroule après la Descente de Croix et la Déploration. Elle se déroule avant la Mise au Tombeau. Marie reçoit le Christ mort dans ses bras. En Lorraine ce thème a connu une grande dévotion et tend à remplacer les Vierges à l'enfant à partir du XVe siècle. Même si le nom de la statue est Vierge de Pitié, ce n'est pas la Vierge qui occupe le premier plan mais le Christ. De sa main gauche la Vierge soutient le bras du Christ. Sa main droite le retient contre elle. La tête de Jésus s'appuie sur l'épaule de sa mère[62].
- Couvent de Capucins avec chapelle situé derrière l'hôtel de ville, fondé en 1635, avec la permission du prince François de Lorraine, évêque de Verdun ; bâtiments reconstruits dans le courant du XVIIIe siècle, vendus comme bien national le 1er mai 1793[63].
- La chapelle de la Maison de retraite de Lataye[64].
- La synagogue, rue de Morteau remplace celle de 1877 reconstruite en 1926 par Antoine Verneris[65],[66]. À noter qu'il existe à proximité une « rue de la Synagogue ».

### Personnalités liées à la commune
- François Marchand-Collin (1772-1831), homme politique né et décédé à Étain, député de la Moselle de 1824 à 1830.
- Jean-François Jacqueminot, vicomte de Ham (23 mai 1787 - Nancy ✝ 3 mars 1865 - Meudon), général et homme politique français du XIXe siècle.
- Louise Aron-Caen (1829-1918), peintre et sculptrice française, y est née.
- Roger Piantoni, né à Étain le 26 décembre 1931, et décédé le 26 mai 2018 à Nancy, ancien footballeur International A, de 1952 à 1961 - 37 sélections et 18 buts marqués en équipe de France.
- Michaël Grégorio, né à Mulhouse le 10 juin 1984, chanteur et imitateur français ayant passé une grande partie de son enfance à Étain.
- Michel Vannier, né le 21 juillet 1931 à Étain et décédé le 28 juin 1991. Joueur et international de rugby à XV.
- Émile Gigleux (1868-1902), poète français, y est né.
- Éric Ferber (né en 1961), sculpteur français, y est né.
- Michèle Watrin (1950-1974), actrice française, inhumée à Étain.

### Héraldique, logotype et devise
| Blason de Étain | Blason  | De gueules à trois pichets d'argent deux en chef affrontés et un en pointe.     |
| Blason de Étain | Détails | Le statut officiel du blason reste à déterminer.                                |
| Blason de Étain | Alias   | De gueules à trois pots d'argent, les deux du chef ayant les anses contournées. |